# Marc Terenci Varró Gibba
Marc Terenci Varró Gibba (en llatí Marcus Terentius Varro Gibba) va ser un militar romà del segle I aC. Formava part de la gens Terència.
Apareix per primera vegada l'any 52 aC quan va participar en l'afer judicial de Marc Saufeu (Marcus Saufeius), acusat d'assassinar Publi Clodi Pulcre i jutjat per la Lex Pompeia de vi. Varró Gibba era un home jove i havia estat entrenat en oratòria per Ciceró. Va ser partidari de Juli Cèsar i era a Brundusium l'any 48 aC. Després va ser qüestor de Marc Juni Brut a la Gàl·lia Cisalpina l'any 46 aC, i va morir en aquest any o al començament de l'any següent.